# Sichere Primzahl
In der Zahlentheorie ist eine sichere Primzahl (von englisch safe prime) eine Primzahl {\displaystyle q\in \mathbb {P} } der Form {\displaystyle q=2p+1}, wobei {\displaystyle p\in \mathbb {P} } ebenfalls prim sein muss. Die dazugehörige Primzahl {\displaystyle p} heißt Sophie-Germain-Primzahl.

## Namensgebung
Diese Primzahlen heißen „sicher“, weil sie mit starken Primzahlen verwandt sind. Starke Primzahlen {\displaystyle q\in \mathbb {N} } sind Primzahlen, wenn (in ihrer kryptologischen Definition) sowohl {\displaystyle q-1} als auch {\displaystyle q+1} „große“ Primfaktoren (im Sinne von „viel größer kann ein Primfaktor nicht werden als knapp halb so groß wie die Zahl selber“) besitzen. Für sichere Primzahlen {\displaystyle q=2p+1} hat die Zahl {\displaystyle q-1=2p} den großen Primfaktor {\displaystyle p}, weshalb die sichere Primzahl {\displaystyle q} zumindest ein Kriterium für starke Primzahlen erfüllt.
Die Dauer von Methoden, die Zahlen faktorisieren, welche {\displaystyle q} als Primfaktor haben, hängt zum Teil von der Größe des Primfaktors von {\displaystyle q-1} ab, wie zum Beispiel bei der Pollard-p-1-Methode.
Sichere Primzahlen spielen auch in der Kryptologie eine wichtige Rolle.

## Beispiele
Die kleinsten sicheren Primzahlen sind die folgenden:
5, 7, 11, 23, 47, 59, 83, 107, 167, 179, 227, 263, 347, 359, 383, 467, 479, 503, 563, 587, 719, 839, 863, 887, 983, 1019, 1187, 1283, 1307, 1319, 1367, 1439, 1487, 1523, 1619, 1823, 1907, 2027, 2039, 2063, 2099, 2207, 2447, 2459, 2579, 2819, 2879, 2903, … (Folge A005385 in OEIS)
Der folgenden Liste kann man die 10 größten bekannten sicheren Primzahlen entnehmen. Sämtliche Entdecker dieser Primzahlen sind Teilnehmer des PrimeGrid-Projektes.
| Rang | Rang in Primzahl- liste a | Primzahl {\displaystyle p}                        | Dezimalstellen von {\displaystyle p} | Entdeckungsdatum      | Entdecker                                                           | Quelle |
| ---- | ------------------------- | ------------------------------------------------- | ------------------------------------ | --------------------- | ------------------------------------------------------------------- | ------ |
| 1    | 1958.                     | {\displaystyle 2618163402417\cdot 2^{1290001}-1}  | {\displaystyle 388342}               | 29. Februar 2016      | Scott Brown (USA)                                                   | [ 4 ]  |
| 2    | 2001.                     | {\displaystyle 18543637900515\cdot 2^{666668}-1}  | {\displaystyle 200701}               | 4. oder 9. April 2012 | Lee Blyth (AUS)                                                     | [ 5 ]  |
| 3    | 2018.                     | {\displaystyle 183027\cdot 2^{265441}-1}          | {\displaystyle 79911}                | 22. März 2010         | Tom Wu                                                              | [ 6 ]  |
| 4    | 2027.                     | {\displaystyle 648621027630345\cdot 2^{253825}-1} | {\displaystyle 76424}                | 18. November 2009     | Zoltán Járai, Gabor Farkas, Timea Csajbok, János Kasza, Antal Járai | [ 7 ]  |
| 5    | 2028.                     | {\displaystyle 620366307356565\cdot 2^{253825}-1} | {\displaystyle 76424}                | 2. November 2009      | Zoltán Járai, Gabor Farkas, Timea Csajbok, János Kasza, Antal Járai | [ 8 ]  |
| 6    | 2048.                     | {\displaystyle 1068669447\cdot 2^{211088}-1}      | {\displaystyle 63553}                | 17. Mai 2020          | Michael Kwok                                                        | [ 9 ]  |
| 7    | 2055.                     | {\displaystyle 99064503957\cdot 2^{200009}-1}     | {\displaystyle 60220}                | 1. April 2016         | S. Urushihata                                                       | [ 10 ] |
| 8    | 2072.                     | {\displaystyle 12443794755\cdot 2^{184516}-1}     | {\displaystyle 55555}                | 9. September 2021     | Serge Batalov                                                       | [ 11 ] |
| 9    | 2073.                     | {\displaystyle 21749869755\cdot 2^{184515}-1}     | {\displaystyle 55555}                | 9. September 2021     | Serge Batalov                                                       | [ 12 ] |
| 10   | 2074.                     | {\displaystyle 14901867165\cdot 2^{184515}-1}     | {\displaystyle 55555}                | 9. September 2021     | Serge Batalov                                                       | [ 13 ] |

## Eigenschaften
- Mit Ausnahme der sicheren Primzahl {\displaystyle q=7} haben alle sicheren Primzahlen die Form {\displaystyle q=6k+5} mit einer ganzen Zahl {\displaystyle k\in \mathbb {N} }.

Mit anderen Worten: {\displaystyle q\equiv 5{\pmod {6}}}.
Beweis:
Alle Zahlen der Restklassen {\displaystyle n\equiv 0{\pmod {6}}} oder {\displaystyle n\equiv 2{\pmod {6}}} oder {\displaystyle n\equiv 4{\pmod {6}}} sind gerade und demnach durch {\displaystyle 2} teilbar.
Die Sophie-Germain-Primzahl {\displaystyle p=2} führt auf die sichere Primzahl {\displaystyle q=2\cdot 2+1=5} und diese erfüllt die Bedingung {\displaystyle q\equiv 5{\pmod {6}}}.
Alle Zahlen der Restklassen {\displaystyle n\equiv 0{\pmod {6}}} oder {\displaystyle n\equiv 3{\pmod {6}}} sind durch {\displaystyle 3} teilbar.
Die Sophie-Germain-Primzahl {\displaystyle p=3} führt auf die sichere Primzahl {\displaystyle q=2\cdot 3+1=7} und diese erfüllt die Bedingung {\displaystyle q\equiv 5{\pmod {6}}} nicht, ist aber aus dieser Behauptung ohnehin ausgenommen.
Zwar existieren Primzahlen in der Restklasse {\displaystyle p\equiv 1{\pmod {6}}}, jedoch würde man dadurch wegen {\displaystyle q=2p+1=2\cdot (6n+1)+1=12n+3=3\cdot (4n+1)} sichere „Primzahlen“ erhalten, die durch {\displaystyle 3} teilbar wären und somit keine Primzahlen sein können.
Als einzige Sechser-Restklasse für sichere Primzahlen {\displaystyle q} bleibt somit die Restklasse {\displaystyle q\equiv 5{\pmod {6}}} übrig. {\displaystyle \Box }
- Mit Ausnahme der sicheren Primzahl {\displaystyle q=5} haben alle sicheren Primzahlen die Form {\displaystyle q=4k+3} mit einer ganzen Zahl {\displaystyle k\in \mathbb {N} }.

Mit anderen Worten: {\displaystyle q\equiv 3{\pmod {4}}}.
Beweis: 
Bis auf die erste Sophie-Germain-Primzahl {\displaystyle p=2} (welche auf die sichere Primzahl {\displaystyle q=2\cdot 2+1=5} führt und für die diese Behauptung nicht stimmt) sind alle anderen Primzahlen ungerade, haben also die Form {\displaystyle p=2n+1} mit {\displaystyle n\in \mathbb {N} }. Jede sichere Primzahl hat somit die Form {\displaystyle q=2p+1=2(2n+1)+1=4n+3}, was zu zeigen war. {\displaystyle \Box }
- Mit Ausnahme der sicheren Primzahlen {\displaystyle q=5} und {\displaystyle q=7} haben alle sicheren Primzahlen die Form {\displaystyle q=12k+11} mit einer ganzen Zahl {\displaystyle k\in \mathbb {N} }.

Mit anderen Worten: {\displaystyle q\equiv 11{\pmod {12}}}.
Beweis: 
Alle Sophie-Germain-Primzahlen {\displaystyle p>3} führen auf die sicheren Primzahlen {\displaystyle q=2p+1>2\cdot 3+1=7} und haben die Form {\displaystyle p=6k+5} (siehe Beweis). Somit gilt für die sichere Primzahl {\displaystyle q=2p+1=2\cdot (6k+5)+1=12k+11}, was zu zeigen war. {\displaystyle \Box }
- Für alle sicheren Primzahlen {\displaystyle q>7} gilt:

{\displaystyle 3} ist ein quadratischer Rest modulo {\displaystyle q}.
Beweis: 
Sichere Primzahlen haben die Form {\displaystyle q=2p+1} mit {\displaystyle p\in \mathbb {P} }. Wegen der Voraussetzung {\displaystyle q>7=2p+1} ist {\displaystyle p>3}. (Ungerade) Primzahlen {\displaystyle p>3} erfüllen aber die Kongruenz {\displaystyle p\equiv 1{\pmod {6}}} oder {\displaystyle p\equiv 5{\pmod {6}}}, weil alle ungeraden Zahlen der Form {\displaystyle n\equiv 3{\pmod {6}}} durch {\displaystyle 3} teilbar sind. Primzahlen der Form {\displaystyle p\equiv 1{\pmod {6}}} können keine Sophie-Germain-Primzahlen sein, weil dann {\displaystyle q=2p+1\equiv 2\cdot 1+1=3{\pmod {6}}} durch {\displaystyle 3} teilbar wäre und somit keine sicheren Primzahlen sind. Es bleibt nur {\displaystyle p\equiv 5{\pmod {6}}} übrig, also ist {\displaystyle p\equiv 5{\pmod {12}}} oder {\displaystyle p\equiv 5+6=11{\pmod {12}}}. Somit ist in beiden Fällen {\displaystyle q=2p+1\equiv 2\cdot 5+1\equiv 2\cdot 11+1=23\equiv 11{\pmod {12}}}. Es gibt aber den mathematischen Satz, dass {\displaystyle 3} ein quadratischer Rest modulo {\displaystyle q} ist, genau dann, wenn {\displaystyle q\equiv 1{\pmod {12}}} oder {\displaystyle q\equiv -1\equiv 11{\pmod {12}}} ist. Somit ist {\displaystyle 3} ein quadratischer Rest modulo {\displaystyle q}, was zu zeigen war. {\displaystyle \Box }
- Für alle sicheren Primzahlen {\displaystyle q>7} gilt:

{\displaystyle q} teilt {\displaystyle 3^{\frac {q-1}{2}}-1}.
Beweis: 
Weil {\displaystyle 3} ein quadratischer Rest modulo {\displaystyle q} ist, gilt folgende Kongruenz: {\displaystyle 3^{\frac {q-1}{2}}\equiv 1{\pmod {q}}}. Daraus folgt direkt, dass {\displaystyle q} ein Teiler von {\displaystyle 3^{\frac {q-1}{2}}-1} ist. {\displaystyle \Box }
- Sei {\displaystyle q\equiv 7{\pmod {8}}} eine sichere Primzahl. Dann gilt:

{\displaystyle q} ist Teiler derjenigen Mersenne-Zahl, dessen Exponent die dazugehörige Sophie-Germain-Primzahl ist.
Mit anderen Worten: {\displaystyle q} teilt {\displaystyle M_{p}} mit {\displaystyle p={\frac {q-1}{2}}}
(siehe auch Teilbarkeitseigenschaften der Mersenne-Zahlen)
Beispiel: 
Es ist {\displaystyle q=23\equiv 7{\pmod {8}}}. Dann ist die dazugehörige Sophie-Germain-Primzahl {\displaystyle p={\frac {23-1}{2}}=11}.
Tatsächlich ist {\displaystyle q=23} Teiler von {\displaystyle M_{11}=2^{11}-1=2048-1=2047=23\cdot 89}.
- Es gibt mit Ausnahme der Primzahl {\displaystyle q=5} keine Fermat-Primzahlen, welche gleichzeitig sichere Primzahlen sind.

Beweis: 
Fermat-Primzahlen sind von der Form {\displaystyle F=q=2^{n}+1}. Daraus folgt, dass {\displaystyle {\frac {F-1}{2}}={\frac {q-1}{2}}=p=2^{n-1}} eine Zweierpotenz, aber keine (Sophie-Germain-)Primzahl ist (außer für {\displaystyle p=2^{1}} und somit für {\displaystyle q=2\cdot 2+1=5}). Somit kann die Fermat-Primzahl {\displaystyle F} keine sichere Zahl sein, was zu beweisen war. {\displaystyle \Box }
- Es gibt mit Ausnahme der Primzahl {\displaystyle q=7} keine Mersenne-Primzahlen, welche gleichzeitig sichere Primzahlen sind.

Beweis: 
Weiter oben wurde bewiesen, dass alle sicheren Primzahlen mit Ausnahme von {\displaystyle q=7} die Form {\displaystyle q=6k_{2}+5=6(k_{2}+1)-1=:6k-1} haben. Mersenne-Primzahlen sind von der Form {\displaystyle p=2^{m}-1}. Somit müsste {\displaystyle 2^{m}-1=6k-1} sein und deswegen wäre {\displaystyle 2^{m}=6k}. {\displaystyle 2^{m}} ist aber niemals durch {\displaystyle 6} teilbar, woraus folgt, dass niemals eine Mersenne-Primzahl gleichzeitig eine sichere Primzahl sein darf (mit Ausnahme von {\displaystyle q=7=2^{3}-1}). {\displaystyle \Box }
- Jedes Folgenglied einer Cunningham-Kette der ersten Art mit Ausnahme des ersten Gliedes einer solchen Kette ist eine sichere Primzahl.

Beweis: 
Der Beweis liegt in der Definition solcher Cunningham-Ketten: {\displaystyle a_{0}=p} (also eine Sophie-Germain-Primzahl), alle weiteren Folgenglieder haben die Form {\displaystyle a_{n+1}=2\cdot a_{n}+1} und sind somit laut Definition sichere Primzahlen. {\displaystyle \Box }
- Sei {\displaystyle q} eine sichere Primzahl der Form {\displaystyle q=10k+7} (sie soll also mit {\displaystyle 7} enden), welche in einer Cunningham-Kette vorkommt. Dann gilt:

Die Zahl {\displaystyle q} beendet die Cunningham-Kette, sie ist also das letzte Folgenglied dieser Kette.
Beweis: 
Das nächste Folgenglied dieser Kette wäre {\displaystyle 2\cdot (10k+7)+1=20k+15=5\cdot (4k+3)} und wäre somit durch {\displaystyle 5} teilbar und deswegen keine Primzahl mehr. {\displaystyle \Box }
- Sei {\displaystyle p\in \mathbb {P} } eine Primzahl. Dann gilt:[15][16]

Ist {\displaystyle p\equiv 1{\pmod {4}}}, dann gilt:
{\displaystyle q=2p+1} ist eine sichere Primzahl genau dann, wenn {\displaystyle q=2p+1} Teiler von {\displaystyle 2^{p}+1} ist
Ist {\displaystyle p\equiv 3{\pmod {4}}}, dann gilt:
{\displaystyle q=2p+1} ist eine sichere Primzahl genau dann, wenn {\displaystyle q=2p+1} Teiler von {\displaystyle 2^{p}-1} ist